# Teriyaki
Dans la cuisine japonaise, un mets teriyaki (照り焼き ou テリヤキ) est une viande, un substitut (tofu, seitan, etc.), un poisson ou des crustacés grillés ou rôtis dans une sauce soja sucrée au mirin. Le résultat est une viande ou un poisson laqué.
Au Japon, on peut trouver cette sauce prête à l'emploi dans les commerces spécialisés et dans la plupart des grandes surfaces. Si on la fait soi-même, elle est simple à préparer et peu coûteuse. La recette japonaise est composée d’un mélange des trois piliers de la cuisine traditionnelle japonaise : le saké, le mirin et la sauce soja. On peut aussi ajouter de la fécule de maïs ou de pomme de terre pour la rendre plus épaisse.